# 14072 Volterra
För andra betydelser, se Volterra (olika betydelser).
14072 Volterra eller 1996 KN är en asteroid i huvudbältet som upptäcktes den 21 maj 1996 av den italiensk-amerikanske astronomen Paul G. Comba vid Prescott-observatoriet. Den är uppkallad efter den italienske matematikern och fysikern Vito Volterra.
Asteroiden har en diameter på ungefär 12 kilometer och den tillhör asteroidgruppen Themis.